# Pagina

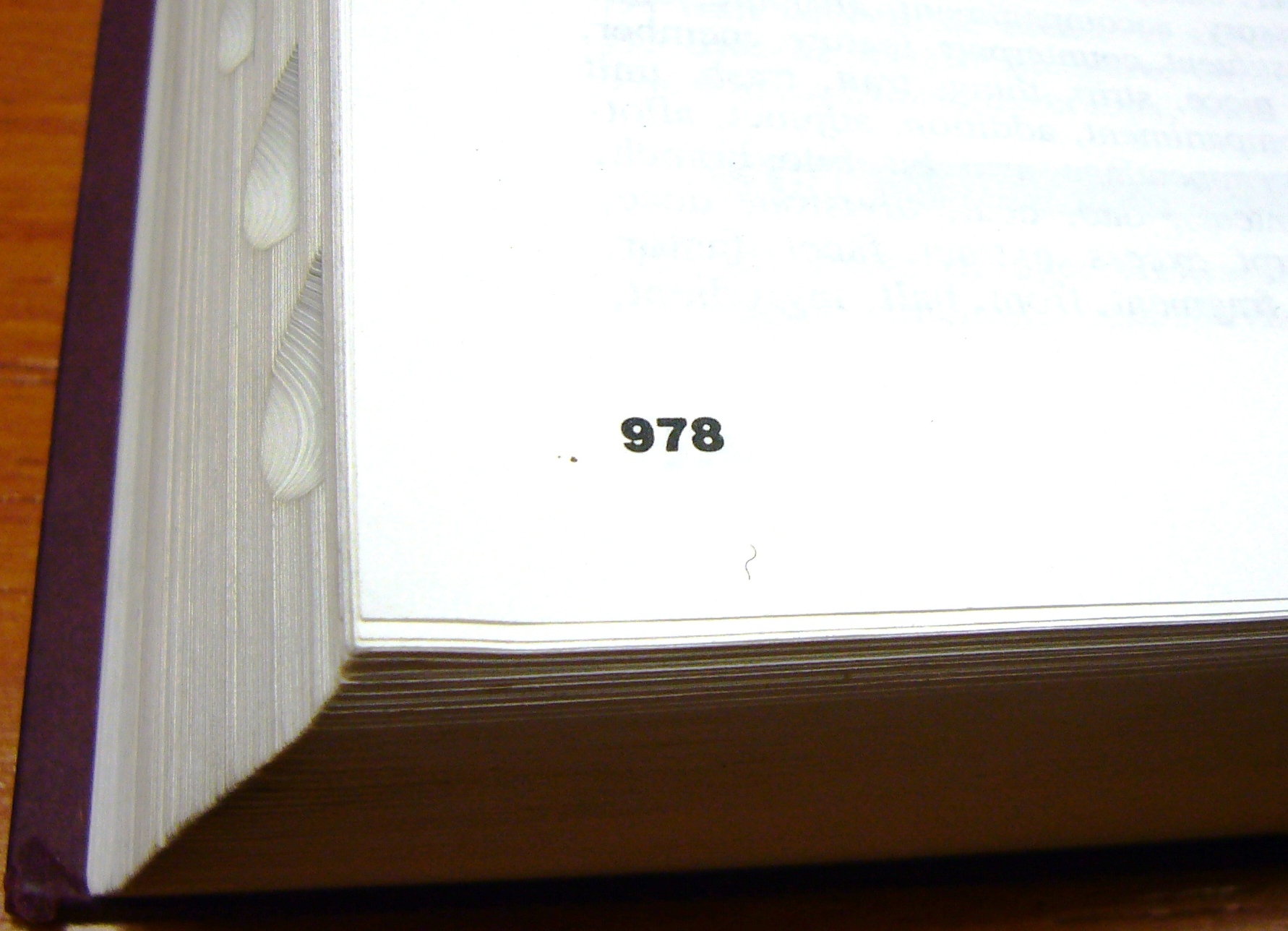
Pagina w lewym dolnym rogu karty

Pagina (bieżąca, zwykła) (łac. stronica) – liczba oznaczająca numer stronicy; może być umieszczana u góry (pagina górna) lub u dołu (pagina dolna), pośrodku oraz w układzie lewa – prawa (zazwyczaj po lewej stronie znajduje się na kolumnie parzystej – verso, a po prawej stronie – na kolumnie nieparzystej – recto). Pagina ma za zadanie ułatwić czytelnikowi poruszanie się po tekście publikacji. Wyróżnia się dwa rodzaje paginy:
1. Paginę zwykłą (paginację), która zawiera tylko numery kolejnych stron publikacji.
2. Paginę żywą, która zawiera  – oprócz numeracji stronic  – tekst informujący o zawartości merytorycznej danej części książki, rozdziału, podrozdziału itp.

Dawniej mianem paginy określało się także stronicę, obecnie jednak to znaczenie wyszło z użycia.

## Umiejscowienie i styl pagin
Pagina umiejscawiana jest w różnych miejscach na stronicy, w zależności od koncepcji typograficznej publikacji. Może znajdować się na środku kolumny tekstu (układ osiowy) lub z wyrównaniem do jej zewnętrznej krawędzi. Bywa także umieszczana na marginesie zewnętrznym, jeśli jest on wystarczająco szeroki. W układzie asymetrycznym paginy także mają asymetryczne położenie.
Paginy składane są zwykle tym samym krojem pisma co tekst główny lub, jeśli stosowano w książce takie rozróżnienie, krojem, którym złożono tytuły. Stopień pisma dla pagin zazwyczaj jest mniejszy niż dla tekstu głównego. Jeśli jednak publikacja ma charakter informacyjny, a zatem istotne jest szybkie odnajdywanie w niej określonych fragmentów, paginy często mają ten sam stopień pisma co tekst główny lub odrobinę większy. Czasami, gdy paginacja książki ma swój początek na pierwszej stronie tekstu głównego i rozpoczyna się od numeru „1”, do numeracji materiałów wprowadzających (np. przedmowa, wstęp autorski) używa się cyfr rzymskich; najlepiej używać wówczas cyfr minuskułowych. W Polsce jednak ten rodzaj paginacji jest rzadko stosowany.

## Pomijanie pagin
Paginy w pewnych sytuacjach są pomijane. Paginy górnej zwykle się nie stosuje, jeżeli blok tekstu nie sięga marginesu górnego (tzw. kolumna spuszczona, np. na początku rozdziału); dolnej – gdy blok tekstu nie kończy się wraz z początkiem marginesu dolnego (tzw. kolumna szpicowa, np. na końcu rozdziału). Niekiedy paginę górną się spuszcza, czyli przenosi na dół kolumny tekstowej – np. gdy w publikacji z górnym układem pagin następuje po sobie wiele stron z materiałami ilustracyjnymi – wówczas pagina dolna pozwala na łatwiejsze poruszanie się po tej części książki. Pagin nie umieszcza się też zwyczajowo na czwórkach tytułowych, na wakatach oraz na ostatniej kolumnie książki.
Mimo braku pagin wszystkie te strony są uwzględniane w łącznej liczbie stron książki.